# Villemer (Yonne)
Villemer – miejscowość i dawna gmina we Francji, w regionie Burgundia-Franche-Comté, w departamencie Yonne. W 2013 roku liczba ludności wynosiła 247 mieszkańców. 
W dniu 1 stycznia 2016 roku z połączenia czterech ówczesnych gmin – Guerchy, Laduz, Neuilly oraz Villemer – utworzono nową gminę Valravillon. Siedzibą gminy została miejscowość Guerchy. 